# José Manuel de Ezpeleta
 (novembre 2020).
José Manuel de Ezpeleta y Galdeano, né en 1742 à Cadix et mort en 1823 à Pampelune, est un militaire et homme politique espagnol, vice-roi de Nouvelle-Grenade de 1789 a 1797.